# Jaarmarkt

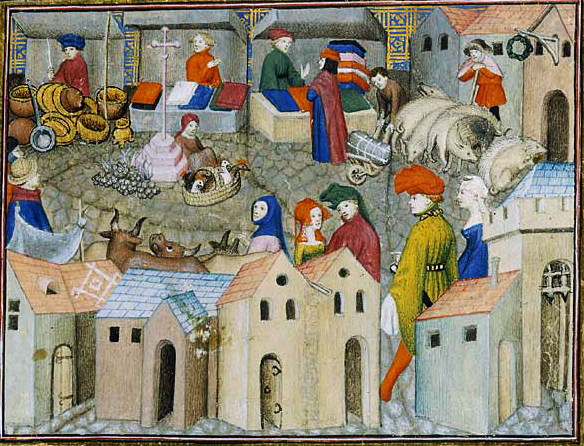
Jaarmarkt in Parijs, begin 15e eeuw

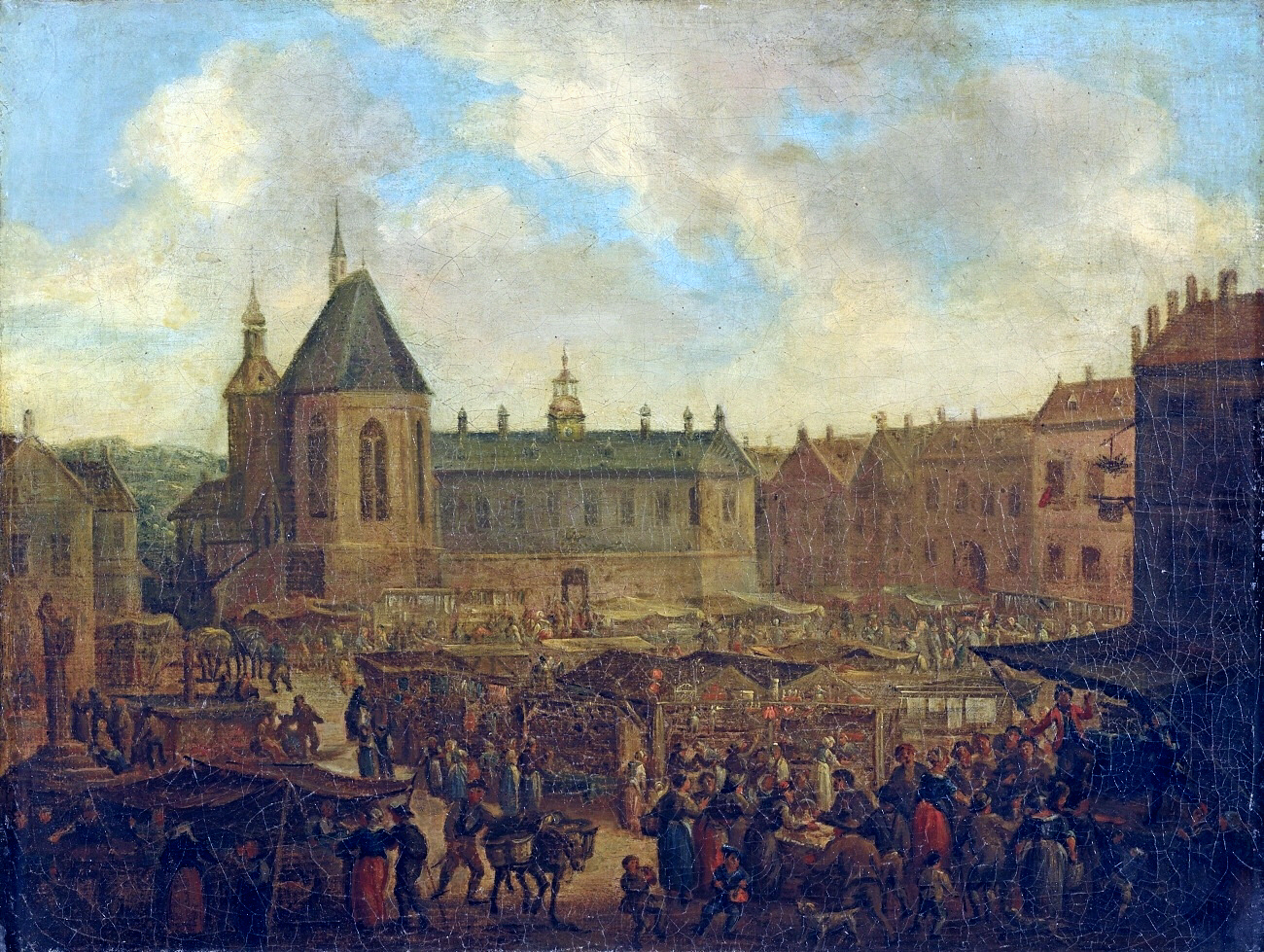
Jaarmarkt, stad in de Nederlanden, 17e eeuw

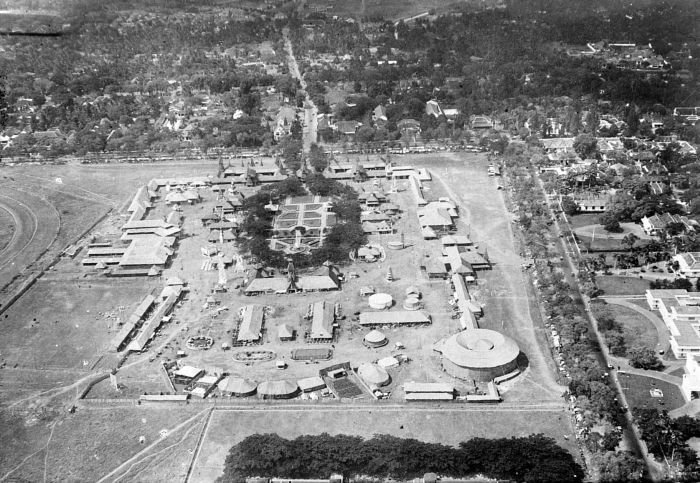
Jaarmarkt 'Pasar Gambir' op het Koningsplein te Batavia, 1930

Een jaarmarkt is een, vaak uit de middeleeuwen daterende, jaarlijks terugkerende markt; oorspronkelijk bedoeld voor de verhandeling van vee, grondstoffen en goederen. Ze kon vroeger enkele weken lang duren. Sommige steden kenden in een jaar wel vijf jaarmarkten. Jaarmarkten werden ook aangegrepen voor allerhande bijeenkomsten en ontmoetingen.
Tegenwoordig ligt de nadruk steeds meer op de lokale festiviteiten. Een jaarmarkt wordt vaak vergezeld door een kermis en er zijn vaak ambachtslieden aanwezig.
In de 13e eeuw waren de jaarmarkten van Champagne de belangrijkste markten van Europa.
Ook in het graafschap Vlaanderen bestond een jaarmarktencyclus, die tot circa 1400 een internationaal belang had.

## Bekende jaarmarkten

### Maart
- Sittard 19 maart St. Joepmarkt; langste jaarmarkt van Nederland, zes kilometer marktkraampjes
- Beek 21 maart 2010 Paasvee-jaarmarkt met Friezen, Tinkers en een koetsentocht
- Palmenmarkt Vrijdag voor Palmzondag te Geel
- Deventer Goede Vrijdag jaarmarkt

### April
- Dongen - laatste zondag van april
- Staphorst[1] - derde dinsdag van april
- Vilvoorde Jaarmarkt met landbouwprijskamp, vooral bekend door de Brabantse trekpaarden - derde maandag na paasmaandag

### Mei

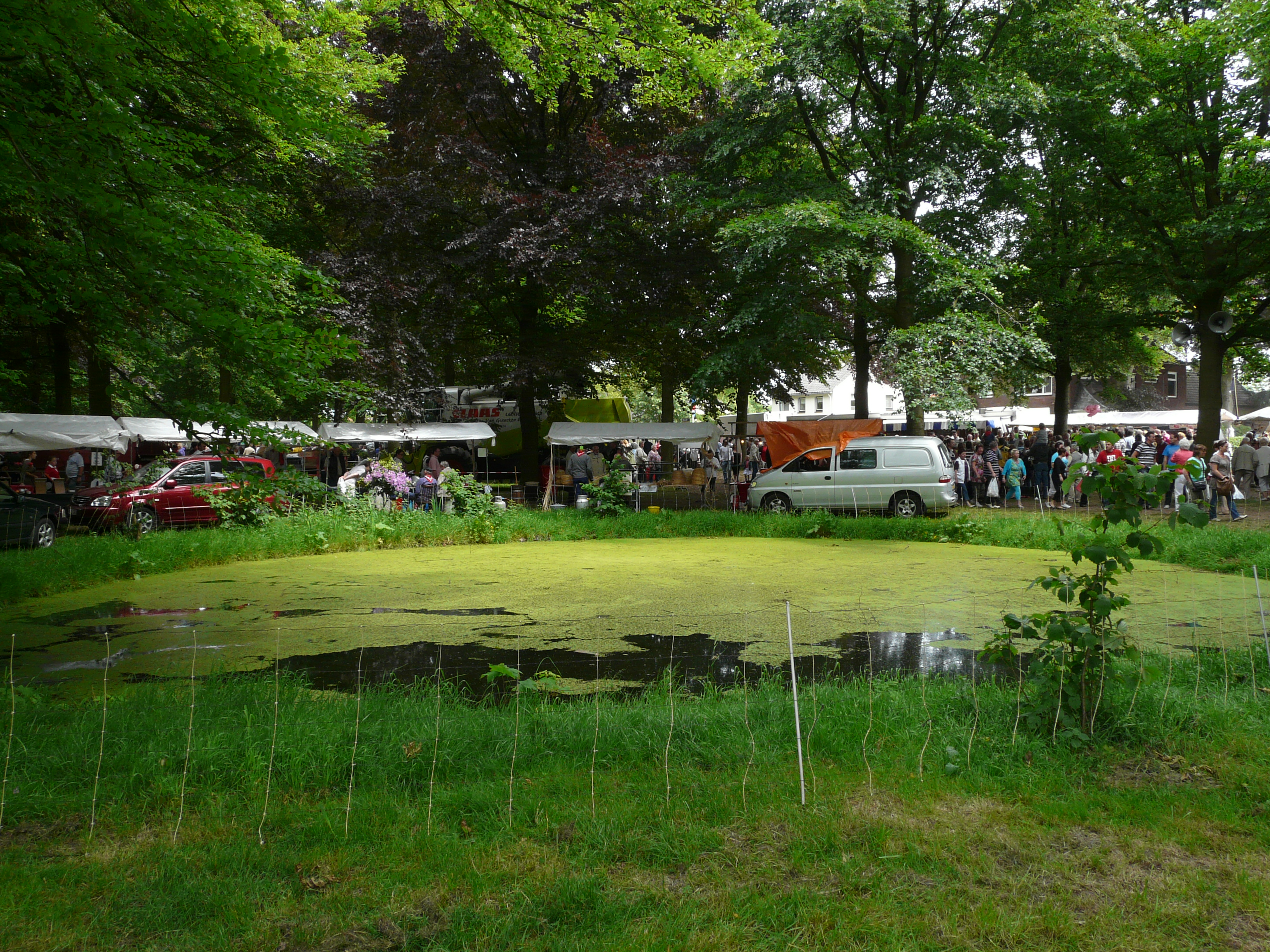
Jaarmarkt in Den Hout

- Dwingelermarkt - Meimarkt, paardenmarkt, tweede maandag in mei
- Kleintje Rodermarkt - Hemelvaartsdag
- Oldemarkt, Lambertusmarkt Hemelvaartsdag
- Oudeschoot, Skoattermerke - tweede pinksterdag
- Leekster Pinkstermarkt - tweede pinksterdag
- De Sinksenfoor - met Pinksteren te Antwerpen
- Herne Jaarmarkt - pinkstermaandag
- Den Hout Jaarmarkt - Hemelvaartsdag
- Nunspeet - Eibertjesmarkt - vrijdag na Hemelvaartsdag
- Strombeek-Bever - laatste zaterdag van mei
- Sneek - woensdag voor Kleine Sneekweek
- Vlaggetjesdag Zoutkamp - tweede pinksterdag

### Juni
- Jaarmarkt Warmenhuizen - eerste zondag
- Eelder jaarmarkt - zaterdag
- Buitensluisse paardenmarkt - tweede woensdag
- Sipelsneon in Sloten - laatste zaterdag

### Juli
- Bergen op Zoomse Krabbenfoor - donderdag, vrijdag, zaterdag en zondag (van het laatste volle juliweekend)
- Munnikenmarkt Rouveen - eerste woensdag
- Deinze - woensdag voor de vierde zondag van juli
- Ommen - Bissing - tweede dinsdag
- Bogaarden - 21 juli
- Appels - maandag van de week waarin 21 juli valt
- Wateren (Westerveld) - laatste dinsdag
- Slagharen Boeldag(markt) - laatste dinsdag
- Meijel Jaarmarkt Meijel - laatste vrijdag
- Coevorden, Piekiesmarkt - laatste zaterdag
- Opdorp - Opdorp jaarmarkt, Elk jaar op de eerste maandag van juli (na Sint-Pieter en Pauwel) op de Dries

### Augustus
- Dijk en Waard derde zaterdag van augustus.         De Langedoikermarkt sinds 1980
- Enter - eerste donderdag van augustus; veetentoonstelling en paardenmarkt
- Peizermarkt - eerste zaterdag
- Wilrijk - tweede weekend
- Lovendegem
- Lanaken - derde maandag van augustus tijdens de kermis
- Hellendoorn Schapenmarkt - derde dinsdag noordelijke bouwvakvakantie
- Gieten - eerste zondag
- Loenen Loense Moandag - eerste maandag

### September
- Edegem - weekend van de eerste zondag van september
- Broechem - zondag na 8 september
- Jette - op de maandag na de laatste zondag van augustus
- Leuven - op de eerste maandag na de eerste zondag van september, veeprijskampen en neerhofdieren
- Opmeer - eerste zaterdag
- Grimbergen - eerste zondag
- Rolde - tweede dinsdag markt en feest vanaf de donderdagavond ervoor
- Purmerend - tweede donderdag van september veetentoonstelling en paardenmarkt
- Steenbergse jaarmarkt - de vrijdag t/m zondag van het eerste volle weekend.
- Anderlecht - de dinsdag die volgt op de zondag na 12 september (de naamdag van Sint-Guido)
- Lint - eerste dinsdag na de tweede zondag van september
- Schepdaal - derde zondag
- Alphen aan den Rijn - derde woensdag, - De grootste jaarmarkt van Nederland.
- Rodermarkt - vierde dinsdag
- Aalter - vierde woensdag
- Jouster Merke - vierde donderdag
- Gooik - laatste zaterdag van(volledige) weekend van september
- Oldebroek Schapenmarkt - de woensdag vóór 17 september
- Gramsbergen Lichtstad - vrijdags in de week van 2 september
- Ter Apel Boeskoolmarkt - laatste zaterdag

### Oktober

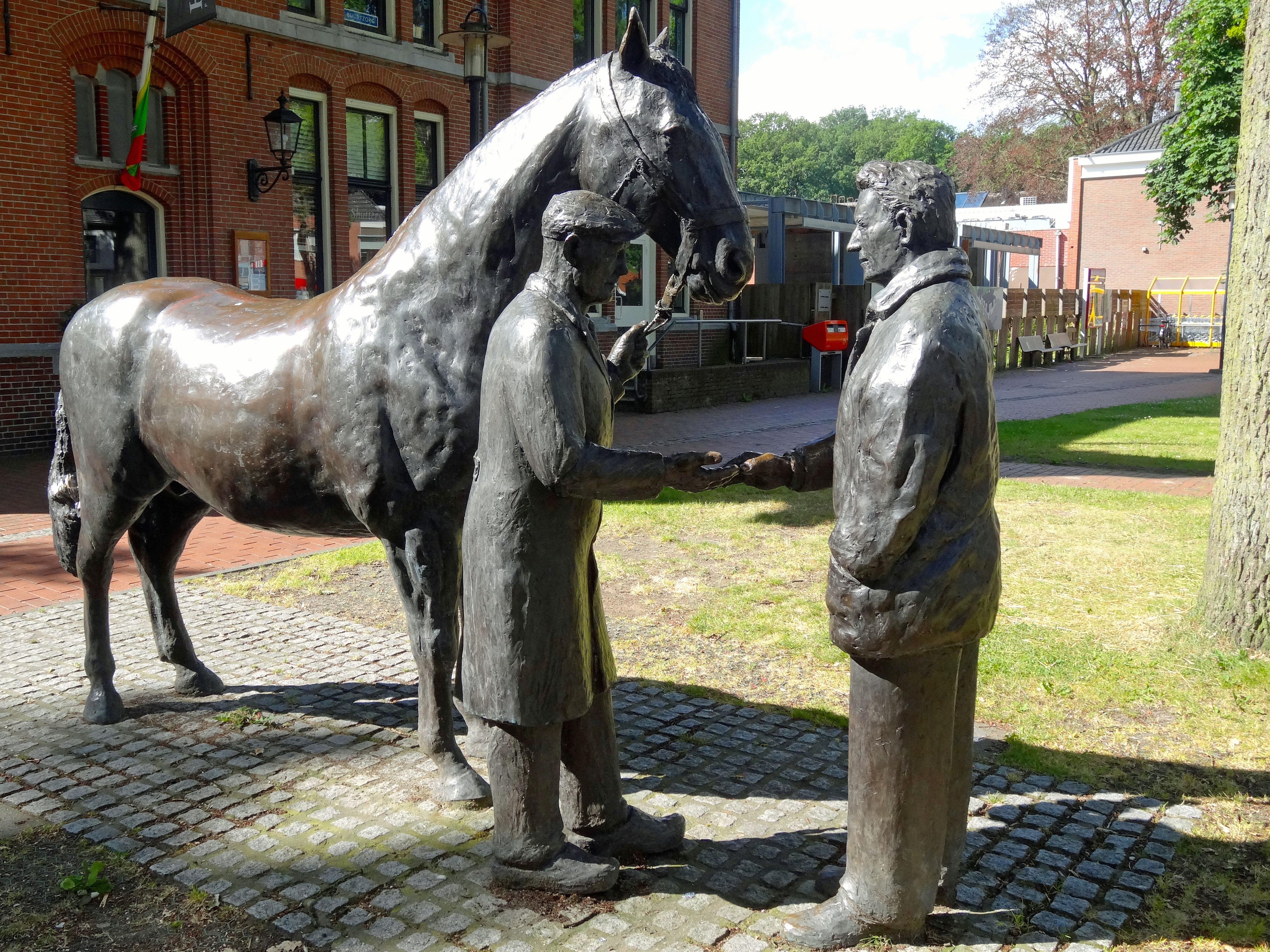
Zuidlaardermarktmonument

- Liedekerke - eerste zaterdag van oktober
- Dwingelermarkt - oktobermarkt, paardenmarkt, tweede maandag van oktober
- Winsum - beestenmarkt, derde maandag van oktober
- Zuidlaardermarkt - grootste paardenmarkt, derde dinsdag van oktober
- Vries - zaterdag na Zuidlaardermarkt
- Dendermonde - derde maandag na eerste vrijdag van oktober[2]
- Dilbeek - Eerste maandag van oktober, veeprijskampen en neerhofdieren.
- Zellik - Tweede zaterdag van oktober.
- Ternat - Derde zaterdag van oktober, veeprijskampen en neerhofdieren.
- Vlezenbeek - Vierde zaterdag van oktober, veeprijskampen en neerhofdieren.
- Schelle - Op zaterdag in oktober: veeprijskampen en activiteiten van verenigingen.
- Duffel - Eerste maandag na 15 oktober: veemarkt, activiteiten.
- Vianen - Tweede woensdag van de maand: Paardenmarkt.
- Willebroek (gearchiveerd) – Laatste maandag van de maand: dierenmarkt, ambachtenmarkt, kermis, vuurwerk.
- Oene - Oener Koefeest - derde donderdag

### November
- Hedelse Paardenmarkt

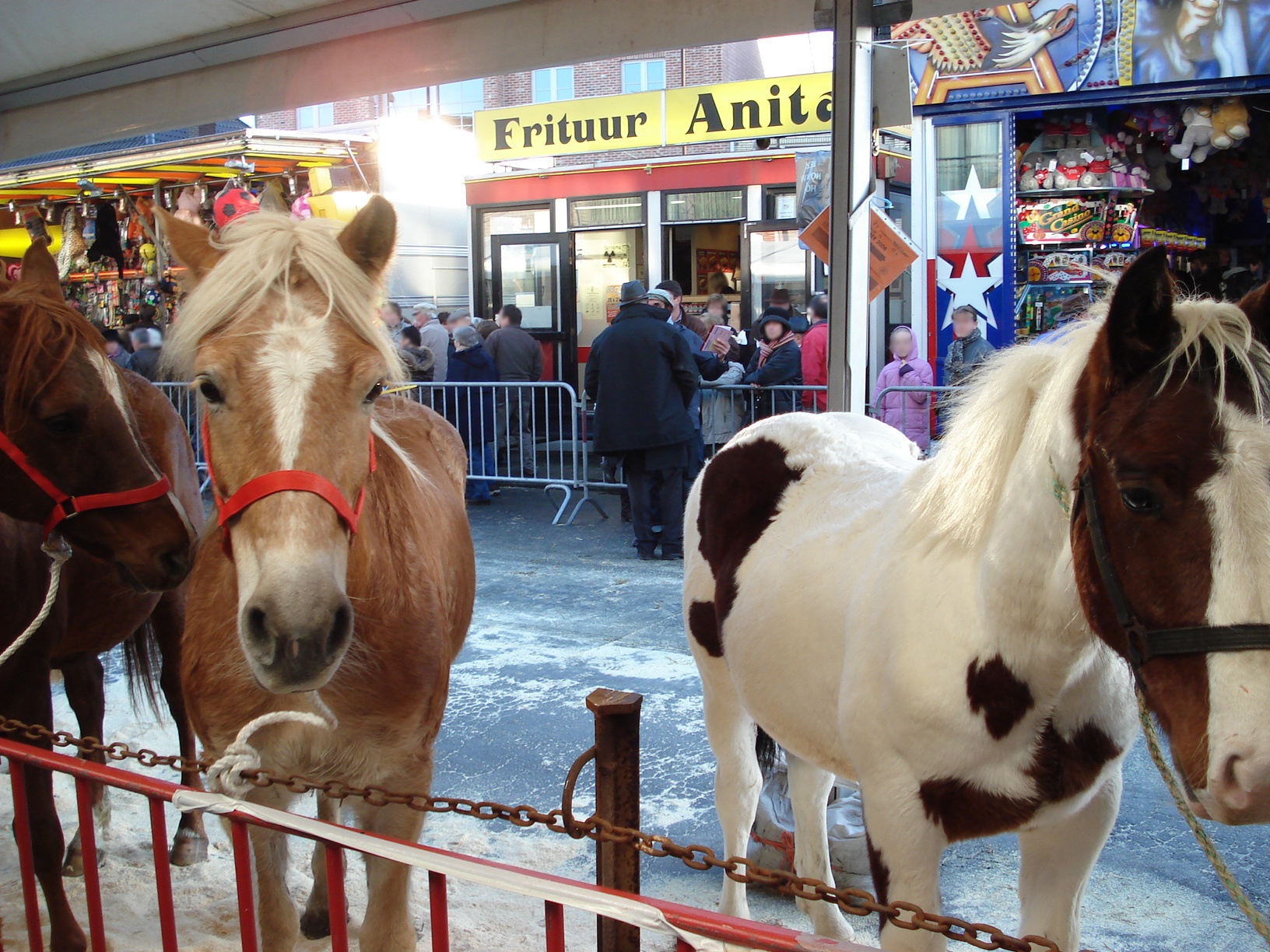
Winterjaarmarkt Sint-Lievens-Houtem

- Sint-Lievens-Houtem - Houtem Jaarmarkt (Winterjaarmarkt) 11-12 november (grootste in België en beschermd werelderfgoed)
- Aalst - Sint-Maarten 11 november
- Olen - Oeëlemet - zondag na Sint-Maarten
- Lennik zaterdag voor de laatste dinsdag van november.
- Sint-Pieters-Leeuw 11 november
- Winschoten Allerheiligenmarkt Adrillen eerste en tweede maandag

### December
- Deventer - Kerstmarkten en Dickens Festijn, weekeinde half december
- Beek St.-Lecie-jaarmarkt (13-12-2009 meer dan 100 ezels, 12-12-2010 Trekpaarden en Haflingers)
- Goor - Wintermarkt, derde zaterdag in december